# 28438 Venkateswaran
28438 Venkateswaran este un asteroid din centura principală de asteroizi.

## Descriere
28438 Venkateswaran este un asteroid din centura principală de asteroizi. A fost descoperit pe 3 ianuarie 2000 la Socorro, New Mexico, în cadrul proiectului LINEAR. Asteroidul prezintă o orbită caracterizată de o semiaxă mare de 2,36 ua, o excentricitate de 0,16 și o înclinație de 1,6° în raport cu ecliptica.